# Vincenzo Petra
Vincenzo Petra (Napoli, 13 novembre 1662 – Roma, 21 marzo 1747) è stato un cardinale e arcivescovo cattolico italiano.

## Biografia
Nacque a Napoli, figlio di Carlo I duca di Vastogirardi (a sua volta figlio di Vincenzo e Settimia Filonardi) e di Cecilia Pepi. Era nipote di Diego Petra, arcivescovo di Sorrento e di Dionisio Petra, vescovo di Capri.
Studiò al seminario romano e poi all'Università di Napoli, dove il 18 dicembre 1682 si laureò in utroque iure.
Fu ordinato presbitero e dopo il 1691 ebbe diversi incarichi nella curia romana, fra cui nel 1706 quello di segretario della Congregazione del Concilio Tridentino.
Il 5 ottobre 1712 fu nominato arcivescovo titolare di Damasco. Fu consacrato vescovo il 9 ottobre dello stesso anno dal cardinale Fabrizio Paolucci. Nel dicembre del 1715 divenne segretario della Congregazione per i Vescovi e per i Regolari.
Nel concistoro del 20 novembre 1724 papa Benedetto XIII lo creò cardinale. Il 20 dicembre dello stesso anno ricevette il titolo di Sant'Onofrio. Il 10 gennaio 1727 fu nominato prefetto della Congregazione di Propaganda Fide. Il 26 maggio 1730 fu nominato penitenziere maggiore durante la sede vacante e successivamente confermato penitenziere maggiore da papa Clemente XII.
L'11 febbraio 1737 optò per il titolo di San Pietro in Vincoli. Il 16 settembre 1740 optò per l'ordine dei cardinali vescovi ed ebbe la sede suburbicaria di Palestrina.
Partecipò ai conclavi del 1730 e del 1740, che elessero papa Clemente XII e papa Benedetto XIV. Scrisse diverse opere teologiche tra cui: "Commentaria ad Costitutiones apostolicas seu bollas singulas Summorum Pontificum...". Fu molto apprezzato dai vari pontefici della sua epoca ed ebbe come amico papa Innocenzo XII, alla cui morte fece erigere a proprie spese un mausoleo su disegno di Ferdinando Fuga, all'interno della basilica di San Pietro a Roma.
Morì a Roma e fu sepolto nella chiesa dello Spirito Santo dei Napoletani.

## Genealogia episcopale e successione apostolica
La genealogia episcopale è:
- Cardinale Scipione Rebiba
- Cardinale Giulio Antonio Santori
- Cardinale Girolamo Bernerio, O.P.
- Arcivescovo Galeazzo Sanvitale
- Cardinale Ludovico Ludovisi
- Cardinale Luigi Caetani
- Cardinale Ulderico Carpegna
- Cardinale Paluzzo Paluzzi Altieri degli Albertoni
- Cardinale Gaspare Carpegna
- Cardinale Fabrizio Paolucci
- Cardinale Vincenzo Petra

La successione apostolica è:
- Vescovo Pietro Antonio Corsignani (1727)
- Vescovo Matteo Odierna, O.S.B. (1727)
- Vescovo Paolino Sandulli, O.S.B. (1727)